# Elektronisches Dokument
Ein elektronisches Dokument (oder elektronische Publikation) ist im Büro, in der Verwaltung und in der Informationstechnik ein Schriftstück in elektronischer Form, das mit der Unterschrift des Ausstellers und einer qualifizierten elektronischen Signatur versehen ist.

## Allgemeines
Ein Dokument ist eine strukturierte Menge von Text, die als Einheit erstellt, kommuniziert und bearbeitet wird. Das elektronische Dokument spielt in der heutigen Datenverarbeitung eine bedeutende Rolle. Es bildet im Büro und insbesondere in der öffentlichen Verwaltung eine wichtige Grundlage für die anfallenden Informationen und Daten.
Zur Darstellung elektronischer Dokumente (auf dem Bildschirm) im Internet wird vor allem die Auszeichnungssprache HTML verwendet. Durch die weltweite Vernetzung über das Internet sind heute elektronische Dokumente innerhalb kürzester Zeit überall abrufbar.

## Inhalt
Es kann verschiedene Informationsarten enthalten wie digitale Daten, Texte, Graphiken, Bilder und Sprache. Enthält ein Dokument mehrere Informationsarten, wird es als Verbunddokument oder Mischdokument (englisch compound document) bezeichnet. Im Alltag können Aktenvermerke, Belege (wie Rechnungen), Berichte (Geschäftsberichte), Briefe (Geschäftsbriefe), Formulare (Bestellungen), Notizen oder Vordrucke (Überweisungsträger) als elektronische Dokumente erstellt werden.

## Rechtsfragen
Soll die gesetzlich vorgeschriebene Schriftform durch die elektronische Form ersetzt werden, so muss der Aussteller der Erklärung dieser seinen Namen hinzufügen und das elektronische Dokument mit seiner qualifizierten elektronischen Signatur versehen (§ 126a BGB). Elektronische Dokumente sind demnach alle Schriftstücke mit der Unterschrift des Ausstellers und einer qualifizierten elektronischen Signatur nach § 2 Nr. 3 Signaturgesetz.
Ein elektronisches Dokument ist keine Urkunde, weil es in materialisierter Form nicht vom Aussteller unterzeichnet ist. Damit ist ein elektronisches Dokument im Zivilprozess ein Objekt des Augenscheins (§ 371 ZPO) und unterliegt der freien Beweiswürdigung eines Gerichts. Wird gemäß § 371b ZPO eine öffentliche Urkunde nach dem Stand der Technik von einer Behörde oder von einer mit öffentlichem Glauben versehenen Person in ein elektronisches Dokument übertragen und liegt die Bestätigung vor, dass das elektronische Dokument mit der Urschrift bildlich und inhaltlich übereinstimmt, finden auf das elektronische Dokument die Vorschriften über die Beweiskraft öffentlicher Urkunden entsprechende Anwendung. Nach § 3a Abs. 2 Satz 2 VwVfG genügt der elektronischen Form ein elektronisches Dokument, das mit einer qualifizierten elektronischen Signatur versehen ist.   

## Technische Aspekte
Technisch stehen für elektronische Dokumente elektronische, magnetische und optische Speichermedien zur Verfügung, für ihr Wiederauffinden ist ein Dateiname erforderlich. Auch in Papierform vorliegende Dokumente können durch Scannen in elektronische Dokumente umgewandelt werden. Elektronische Dokumente sind durch besondere Methoden gegen Fälschung und Veränderung geschützte Dateien, deren Beweiskraft in einem Rechtsgeschäft der einer schriftlichen Bekundung, eines Rechtsmittels oder einer Urkunde gleichkommt. 
Das Dokumentenmanagementsystem (DMS) hat die „Aufgabe, elektronische Dokumente zu archivieren, abgelegte Dokumente anhand von Suchkriterien u. a. wiederherzustellen und zentral verwaltete Dokumente in einer verteilten heterogenen Umgebung den Anwendern zugänglich zu machen“.
Ziel des elektronischen Dokuments ist es, den Arbeitsablauf innerhalb des Büros auf einem Computer abzubilden.